# Phlebosotera maeandrica
Phlebosotera maeandrica är en tvåvingeart som beskrevs av Miguel Carles-Tolrá 1998.
Phlebosotera maeandrica ingår i släktet Phlebosotera och familjen smalvingeflugor. Artens utbredningsområde är Spanien. Inga underarter finns listade i Catalogue of Life.